# Springkussen

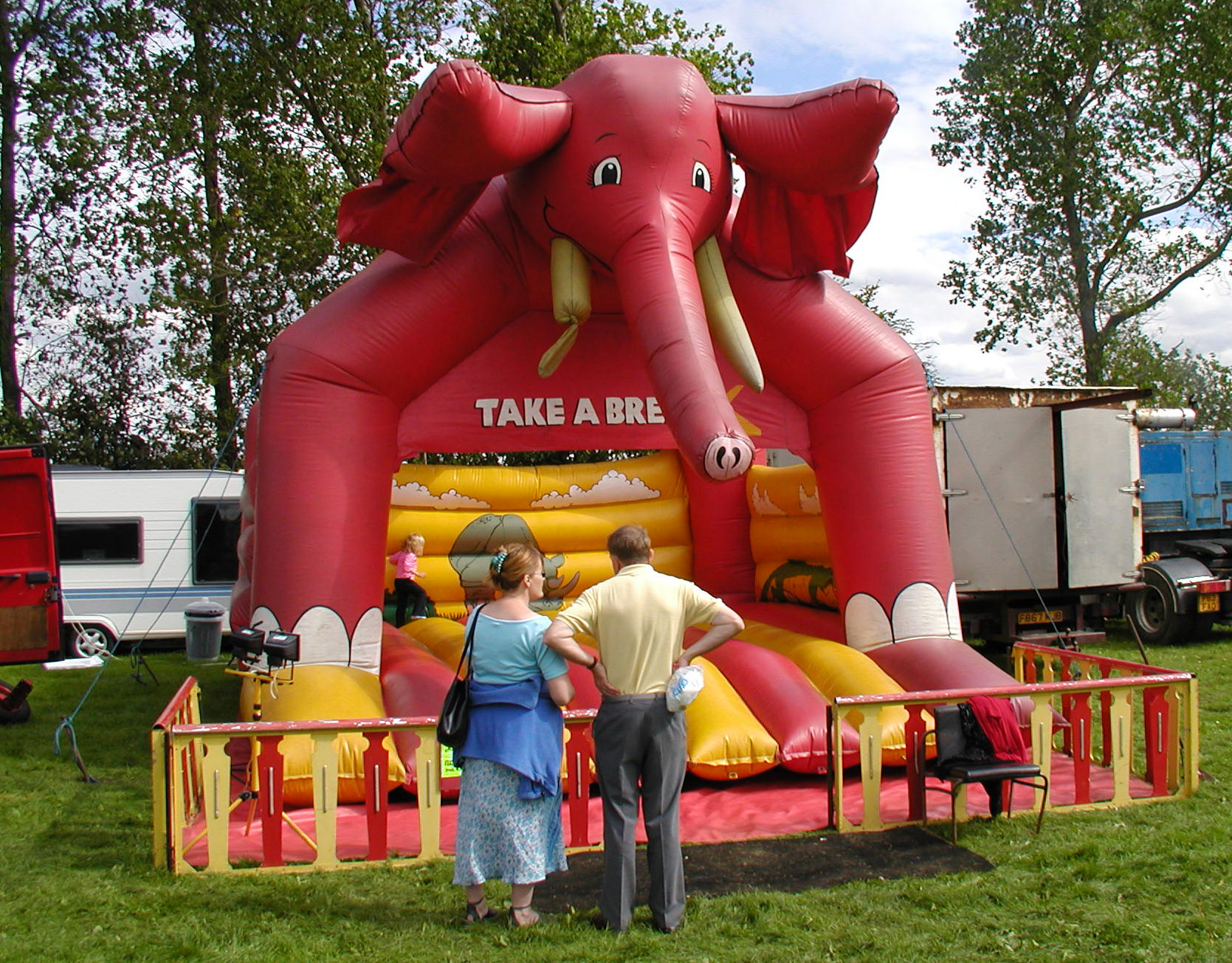
Een alternatief ontwerp voor een springkussen

Een springkussen, springkasteel of luchtkussen is een attractie die vooral populair is bij kinderen.

## Geschiedenis
De opblaasbare structuur werd in 1959 ontworpen door John Scurlock die wilde experimenteren met opblaasbare dekzeilen voor tennisterreinen. Hij merkte dat zijn werknemers graag op de dekzeilen sprongen. Hij richtte het bedrijf Space Walk op om ze te verkopen voor kinderen onder de naam Space Walks. Hij begon met een brede luchtmatras, in 1967 voegde hij wanden toe.

## Kenmerken
Een springkussen is eigenlijk een heel grote zak gevuld met lucht. Een springkussen is altijd opblaasbaar en heeft aan de zijkanten ritsen om hem weer leeg te laten lopen. Een springkussen wordt ook bijna altijd aangedreven door een gemotoriseerde luchtpomp die erbij wordt geleverd of erin is ingebouwd. Een springkussen wordt veel gebruikt op feestjes en bij evenementen.
Doordat springkussens nogal intensief gebruikt worden, hebben ze meestal maar een levensduur van minder dan vijf jaar. Ze worden vaak verhuurd.

## Verschijningsvormen
Springkussens zijn er in vele vormen en maten. Een van de populairste vormen is de kasteelvorm. Het springkussen wordt dan ook vaak springkasteel genoemd.
Ook zijn er vele springkussens die gebruikmaken van glijbanen of hindernisbanen. Over het algemeen zijn deze hindernissen heel veilig omdat alles opgeblazen is met lucht, hetgeen de impact verzacht. Ook kunnen er in een springkussen discolichten en zelf een muziekinstallatie worden gehangen, wat de sfeer verhoogt.
Een andere vorm is de tumbling-baan; deze vorm is een springkussen van 20 meter lang en ongeveer 20 centimeter hoog. Deze vorm wordt gebruikt bij het turnen.

## Incidenten
- Op het eiland Tasmanië kwamen in december 2021 vijf kinderen om het leven toen hun springkussen door de wind werd meegenomen. Dit ongeluk gebeurde terwijl het einde van het schooljaar werd gevierd.[2]